# 唐僧喇嘛传
《唐僧喇嘛传》是四川竹巴寺住持加那珠古·杜度根据《西游记》译写而成的小说，藏文，30回。该书是《西游记》最早的的藏文译本，长期以手抄本流传，1981年曾由民族出版社出版。书中大致上保留了原书情节，但删去大闹天宫、三打白骨精等片段。译文短小浅白，散文中夹杂少许诗体。
译文为适应藏人习惯做了一些改动。如魏征被说成多闻天王化身，“三藏”法号译成“德努松木”。原书的散文对话在译本中有时改为诗文合体。